# オニノウチワ
オニノウチワ（Platyrhina hyugaensis）は、ウチワザメ属に属するエイの一種である。

## 形態
他のウチワザメ属魚類とは、肩部に一対の鉤状の棘を持つこと、尾の正中線上の棘は1列のみであること、背面には大きな皮歯が交じらず細かい皮歯で一様に覆われることで区別できる。

## 分布
水深1-50メートルの大陸棚に生息する。分布は宮崎県南部の日向灘を中心とするが、鹿児島県や三重県からも報告がある 。刺し網や底引き網などにより混獲され、食用とされていると見られる。個体数は、過去21年間で49%減少したと推定されている。